# Dario Burgener (Telemarker)
Dario Burgener (geboren am 29. August 1989) ist ein Schweizer Telemarker.
Er debütierte am 16. März 2016 beim Saisonfinale in Mürren im Telemark-Weltcup. Dabei erzielte er auf dem 27. Platz im Classic direkt seine ersten Weltcuppunkte. Im Gesamtweltcup der Saison 2015/16 belegte er mit neun Punkten den 60. Platz. Auch zum Ende der Weltcup-Saison 2016/17 absolvierte er die Wettkämpfe in Thyon und wurde nach drei Punktplatzierungen 55. der Gesamtwertung. 2017/18 gehörte Burgener regelmässig zum Weltcupteam und konnte sich mehrmals in den Punkterängen klassifizieren. Im Gesamtweltcup erreichte er in diesem Jahr den 29. Rang.
| Saison  | Gesamt | Gesamt | Classic | Classic | Classic Sprint | Classic Sprint | Parallelsprint | Parallelsprint | Riesenslalom | Riesenslalom |
| Saison  | Platz  | Punkte | Platz   | Punkte  | Platz          | Punkte         | Platz          | Punkte         | Platz        | Punkte       |
| ------- | ------ | ------ | ------- | ------- | -------------- | -------------- | -------------- | -------------- | ------------ | ------------ |
| 2015/16 | 60.    | 009    | 41.     | 004     | –              | –              | 44.            | 005            | –            | –            |
| 2016/17 | 55.    | 026    | 41.     | 010     | 50.            | 011            | 53.            | 005            | –            | –            |
| 2017/18 | 29.    | 109    | 23.     | 026     | 38.            | 028            | 18.            | 055            | –            | –            |